# إيفان زافيروف
إيفان زافيروف (بالبلغارية: Иван Зафиров)‏ هو لاعب كرة قدم بلغاري في مركز الدفاع، ولد في 30 ديسمبر 1947 في صوفيا في بلغاريا. شارك مع منتخب بلغاريا لكرة القدم. أما مع النوادي، فقد لعب مع او في سي سليفن 2000 وسسكا صوفيا.

## وصلات خارجية
- إيفان زافيروف على موقع الاتحاد الدولي (مؤرشف)  (الإنجليزية)
- إيفان زافيروف على موقع قاعدة بيانات كرة القدم.إي يو (الإنجليزية)
- إيفان زافيروف على موقع ناشيونال فوتبول تيمز (الإنجليزية)
- إيفان زافيروف على موقع عالم كرة القدم.نت (الإنجليزية)
- إيفان زافيروف على موقع أوليمبيديا (الإنجليزية)